# Saint-Moreil
Saint-Moreil is een gemeente in het Franse departement Creuse (regio Nouvelle-Aquitaine) en telt 281 inwoners (2004). De plaats maakt deel uit van het arrondissement Aubusson.

## Geografie
De oppervlakte van Saint-Moreil bedraagt 23,9 km², de bevolkingsdichtheid is 11,8 inwoners per km².

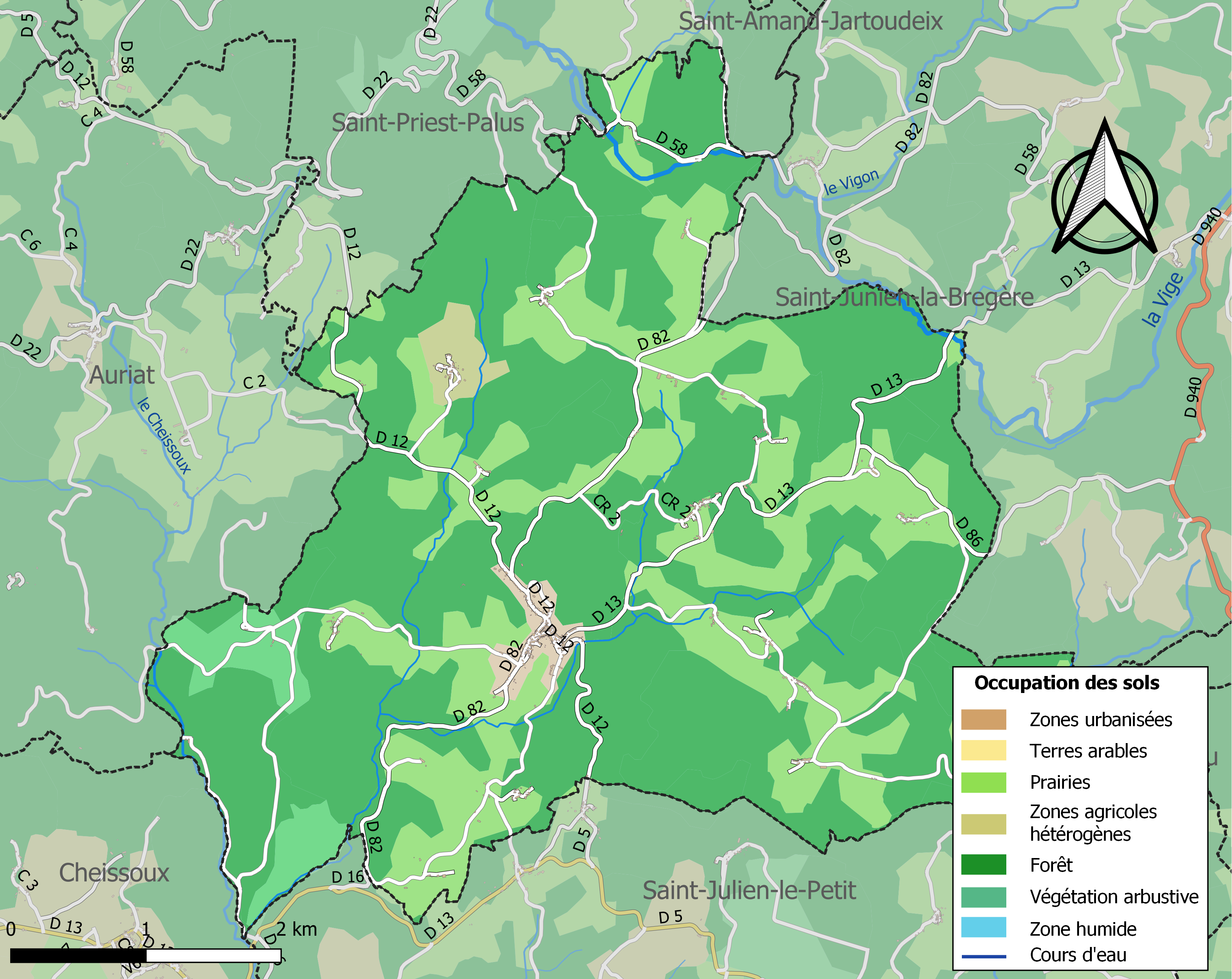
Kaart van de gemeente met de belangrijkste infrastructuur, bodemgebruik en omliggende gemeenten

## Demografie
Onderstaande figuur toont het verloop van het inwonertal (bron: INSEE-tellingen).